# Malthonica
Genre
Malthonica est un genre d'araignées aranéomorphes de la famille des Agelenidae.

## Distribution
Les espèces de ce genre se rencontrent en Europe du Sud et en Afrique de l'Est.

## Liste des espèces
Selon World Spider Catalog (version 24.5, 10/09/2023) :
- Malthonica africana Simon & Fage, 1922
- Malthonica daedali Brignoli, 1980
- Malthonica lusitanica Simon, 1898
- Malthonica oceanica Barrientos & Cardoso, 2007

## Systématique et taxinomie
Ce genre a été décrit par Simon en 1898 dans les Agelenidae.
La définition et la composition des genres Aterigena, Eratigena, Malthonica et Tegenaria a été revue par Bolzern, Burckhardt et Hänggi en 2013. Les nombreuses espèces qui avaient été placées dans ce genre par Guseinov, Marusik et Koponen en 2005 ont été déplacées dans Tegenaria puis en 2023 dans le genre Hellamalthonica.

## Publication originale
- Simon, 1898 : Histoire naturelle des araignées. Paris, vol. 2, p. 193-380 (texte intégral).